# 12e cérémonie des Victoires de la musique
 (avril 2025).
Si vous disposez d'ouvrages ou d'articles de référence ou si vous connaissez des sites web de qualité traitant du thème abordé ici, merci de compléter l'article en donnant les références utiles à sa vérifiabilité et en les liant à la section « Notes et références ».
La 12e cérémonie des Victoires de la musique a lieu le 10 février 1997 au Palais des congrès de Paris. Elle est présentée par Michel Drucker.

## Palmarès
Les gagnants sont indiqués ci-dessous en tête de chaque catégorie et en caractères gras.

### Artiste interprète masculin

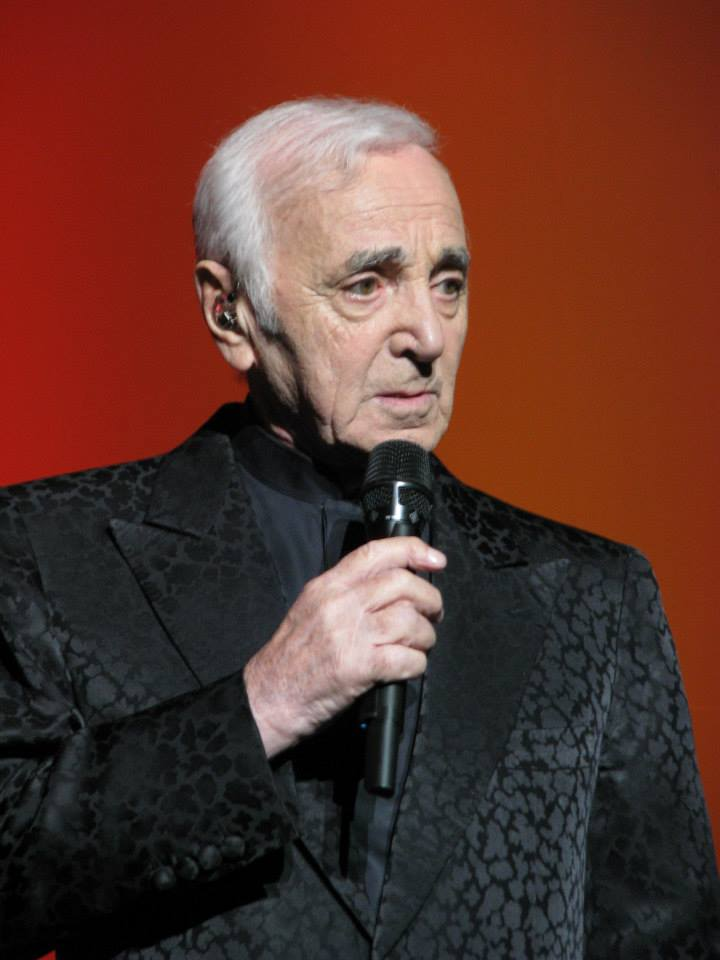
Charles Aznavour, artiste masculin de l'année

- Charles Aznavour
  - Pascal Obispo
  - Florent Pagny

### Artiste interprète féminine

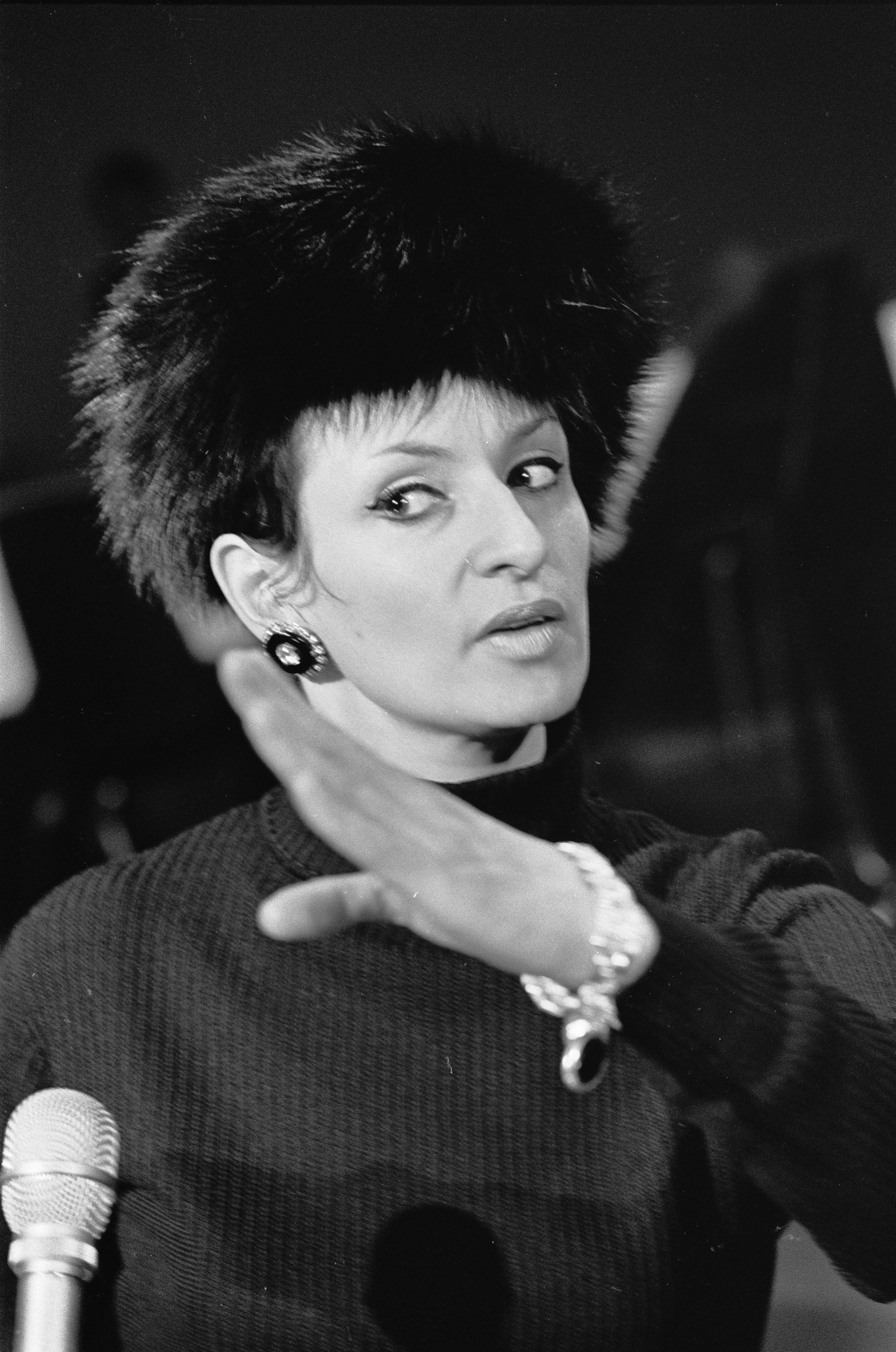
Barbara, artiste féminine de l'année

- Barbara
  - Ophélie Winter
  - Zazie

### Groupe
- Les Innocents
  - Noir Désir
  - Suprême NTM

### Artiste interprète ou groupe francophone

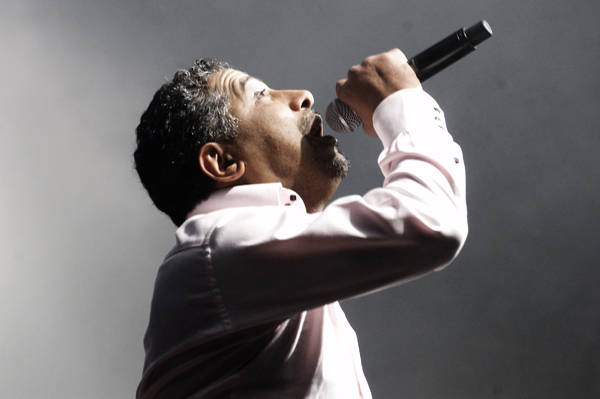
Khaled, artiste francophone de l'année

- Teri Moïse[1]
  - Maurane
  - Khaled

### Révélation variétés
- Juliette
  - Blankass
  - Fred Blondin
  - Lilicub
  - Reciprok

### Album de l'année
- Mr. Eddy d'Eddy Mitchell
  - Éden d'Étienne Daho
  - Superflu de Pascal Obispo

### Chanson de l'année
- Aïcha de Khaled (paroles et musique : Jean-Jacques Goldman)
  - Les Tuniques bleues et les indiens d'Eddy Mitchell (paroles et musique : Claude Moine et Pierre Papadiamandis)
  - Personne de Pascal Obispo (paroles et  musique : Pascal Obispo)

### Spectacle musical ou Concert
- FFF à l'Olympia
  - Mylène Farmer à Bercy
  - Michel Fugain aux Francofolies de La Rochelle

### Vidéo-clip
- C'est ça la France de Marc Lavoine, réalisé par Sylvain Bergère
  - Un point, c'est toi de Zazie, réalisé par Didier Le Pêcheur
  - Personne de Pascal Obispo, réalisé par Raphaël Vital-Durand et David Vital-Durand

### Humoriste
- Valérie Lemercier
  - Dany Boon
  - Laurent Gerra et Virginie Lemoine

### Album de musiques traditionnelles
- I Muvrini à Bercy d'I Muvrini
  - Écoute ça, chérie de Bratsch
  - Tri Yann en concert de Tri Yann

### Compositeur de musique de film
- Bruno Coulais pour Microcosmos, le peuple de l'herbe
  - Jean-Claude Petit pour Beaumarchais, l'insolent
  - Éric Serra pour Goldeneye

### Album de chansons pour enfant
- Far west d'Henri Dès
  - Le retour des P’tits loups du Jazz des P’tits loups du Jazz
  - Les fabulettes : les mots magiques d'Anne Sylvestre

## Artistes à nomination multiple
- Pascal Obispo (4)
- Eddy Mitchell (2)
- Khaled (2)
- Zazie (2)

## Artiste à récompenses multiples
- Khaled (2)